# K League 1995
La K League 1995 fue la 13.ª temporada de la K League. Contó con la participación de ocho equipos. El torneo comenzó el 6 de mayo y terminó el 18 de noviembre de 1995.
Los nuevos participantes fueron Jeonbuk Dinos y Chunnam Dragons. Además, POSCO Atoms pasó a competir oficialmente bajo la denominación de Pohang Atoms.
El campeón fue Ilhwa Chunma, por lo que clasificó a la Copa de Clubes de Asia 1996-97. Por otra parte, salió subcampeón Pohang Atoms, quien también ganó su derecho a disputar el máximo torneo continental.

## Reglamento de juego
El torneo se dividió en dos etapas. Cada una de ellas se disputó en un formato de todos contra todos a ida y vuelta, de manera tal que cada equipo debió jugar un partido de local y uno de visitante contra sus otros siete contrincantes. Una victoria se puntuaba con tres unidades, mientras que el empate valía un punto y la derrota, ninguno.
Para desempatar se utilizaron los siguientes criterios:
1. Puntos
2. Diferencia de goles
3. Goles anotados
4. Resultados entre los equipos en cuestión

El ganador de cada etapa clasificó a la final de campeonato, que se definiría en dos partidos. Si el marcador global seguía igualado, se disputaría un tercer partido para desempatar; si este encuentro continuaba igualado al cabo del tiempo reglamentario, se jugaría una prórroga con gol de oro. Finalmente, en caso de que prosiguiera la paridad en el resultado, se ejecutaría una tanda de penales.

## Tabla de posiciones

### Primera etapa
| Pos. | Equipo           | Pts. | PJ | G  | E | P  | GF | GC | Dif. | Clasificación                        |
| ---- | ---------------- | ---- | -- | -- | - | -- | -- | -- | ---- | ------------------------------------ |
| 1    | Ilhwa Chunma     | 33   | 14 | 10 | 3 | 1  | 23 | 8  | +15  | Clasificado a la Final de Campeonato |
| 2    | Hyundai Horang-i | 26   | 14 | 7  | 5 | 2  | 21 | 10 | +11  |                                      |
| 3    | Pohang Atoms     | 26   | 14 | 7  | 5 | 2  | 18 | 12 | +6   |                                      |
| 4    | Daewoo Royals    | 18   | 14 | 5  | 3 | 6  | 16 | 19 | −3   |                                      |
| 5    | Yukong Elephants | 16   | 14 | 4  | 4 | 6  | 14 | 16 | −2   |                                      |
| 6    | Chunnam Dragons  | 14   | 14 | 4  | 2 | 8  | 19 | 22 | −3   |                                      |
| 7    | Jeonbuk Dinos    | 12   | 14 | 4  | 0 | 10 | 10 | 23 | −13  |                                      |
| 8    | LG Cheetahs      | 10   | 14 | 2  | 4 | 8  | 12 | 23 | −11  |                                      |

 Fuente: South Korea 1995

### Segunda etapa
| Pos. | Equipo           | Pts. | PJ | G | E | P | GF | GC | Dif. | Clasificación                        |
| ---- | ---------------- | ---- | -- | - | - | - | -- | -- | ---- | ------------------------------------ |
| 1    | Pohang Atoms     | 29   | 14 | 8 | 5 | 1 | 23 | 11 | +12  | Clasificado a la Final de Campeonato |
| 2    | Yukong Elephants | 20   | 14 | 5 | 5 | 4 | 14 | 14 | 0    |                                      |
| 3    | Hyundai Horang-i | 19   | 14 | 4 | 7 | 3 | 14 | 11 | +3   |                                      |
| 4    | Jeonbuk Dinos    | 19   | 14 | 5 | 4 | 5 | 17 | 19 | −2   |                                      |
| 5    | Chunnam Dragons  | 17   | 14 | 4 | 5 | 5 | 18 | 17 | +1   |                                      |
| 6    | LG Cheetahs      | 15   | 14 | 3 | 6 | 5 | 17 | 20 | −3   |                                      |
| 7    | Ilhwa Chunma     | 15   | 14 | 3 | 6 | 5 | 13 | 17 | −4   |                                      |
| 8    | Daewoo Royals    | 14   | 14 | 4 | 2 | 8 | 14 | 21 | −7   |                                      |

 Fuente: South Korea 1995

### General
| Pos. | Equipo           | Pts. | PJ | G  | E  | P  | GF | GC | Dif. | Clasificación                                   |
| ---- | ---------------- | ---- | -- | -- | -- | -- | -- | -- | ---- | ----------------------------------------------- |
| 1    | Ilhwa Chunma (C) | 48   | 28 | 13 | 9  | 6  | 36 | 25 | +11  | Clasificado a la Copa de Clubes de Asia 1996-97 |
| 2    | Pohang Atoms     | 55   | 28 | 15 | 10 | 3  | 41 | 23 | +18  | Clasificado a la Copa de Clubes de Asia 1996-97 |
| 3    | Hyundai Horang-i | 45   | 28 | 11 | 12 | 5  | 35 | 21 | +14  | Clasificado a la Recopa de la AFC 1996-97       |
| 4    | Yukong Elephants | 36   | 28 | 9  | 9  | 10 | 28 | 30 | −2   |                                                 |
| 5    | Daewoo Royals    | 32   | 28 | 9  | 5  | 14 | 30 | 40 | −10  |                                                 |
| 6    | Chunnam Dragons  | 31   | 28 | 8  | 7  | 13 | 37 | 39 | −2   |                                                 |
| 7    | Jeonbuk Dinos    | 31   | 28 | 9  | 4  | 15 | 27 | 42 | −15  |                                                 |
| 8    | LG Cheetahs      | 25   | 28 | 5  | 10 | 13 | 29 | 43 | −14  |                                                 |

 Fuente: South Korea 1995
Notas:
1. ↑  Pohang Atoms se clasificó para la Copa de Clubes de Asia 1996-97 como subcampeón de liga, pues Ilhwa Chunma ya estaba previamente clasificado como campeón vigente.

## Final de campeonato
| Ida; 4 de noviembre de 1995 | Ilhwa Chunma | 1:1 (1:1) | Pohang Atoms   | Estadio Dongdaemun, Seúl |  |
|                             | J.K. Han 13' | Reporte   | Bogdanović 21' |                          |  |

| Vuelta; 11 de noviembre de 1995 | Pohang Atoms                         | 3:3 (2:0) | Ilhwa Chunma                            | Estadio Steel Yard, Pohang |  |
|                                 | S.H. Hwang 12', 31' · Bogdanović 87' | Reporte   | T.Y. Shin 57', 65' (pen.) · J.W. Ko 85' |                            |  |

| Desempate; 18 de noviembre de 1995 | Ilhwa Chunma  | 1:0 (t. s.) | Pohang Atoms | Estadio Anyang, Anyang |  |
|                                    | S.Y. Lee 104' | Reporte     |              |                        |  |

## Campeón
|                                  |
|                                  |
| Campeón Ilhwa Chunma 3.er título |